# Czubryca

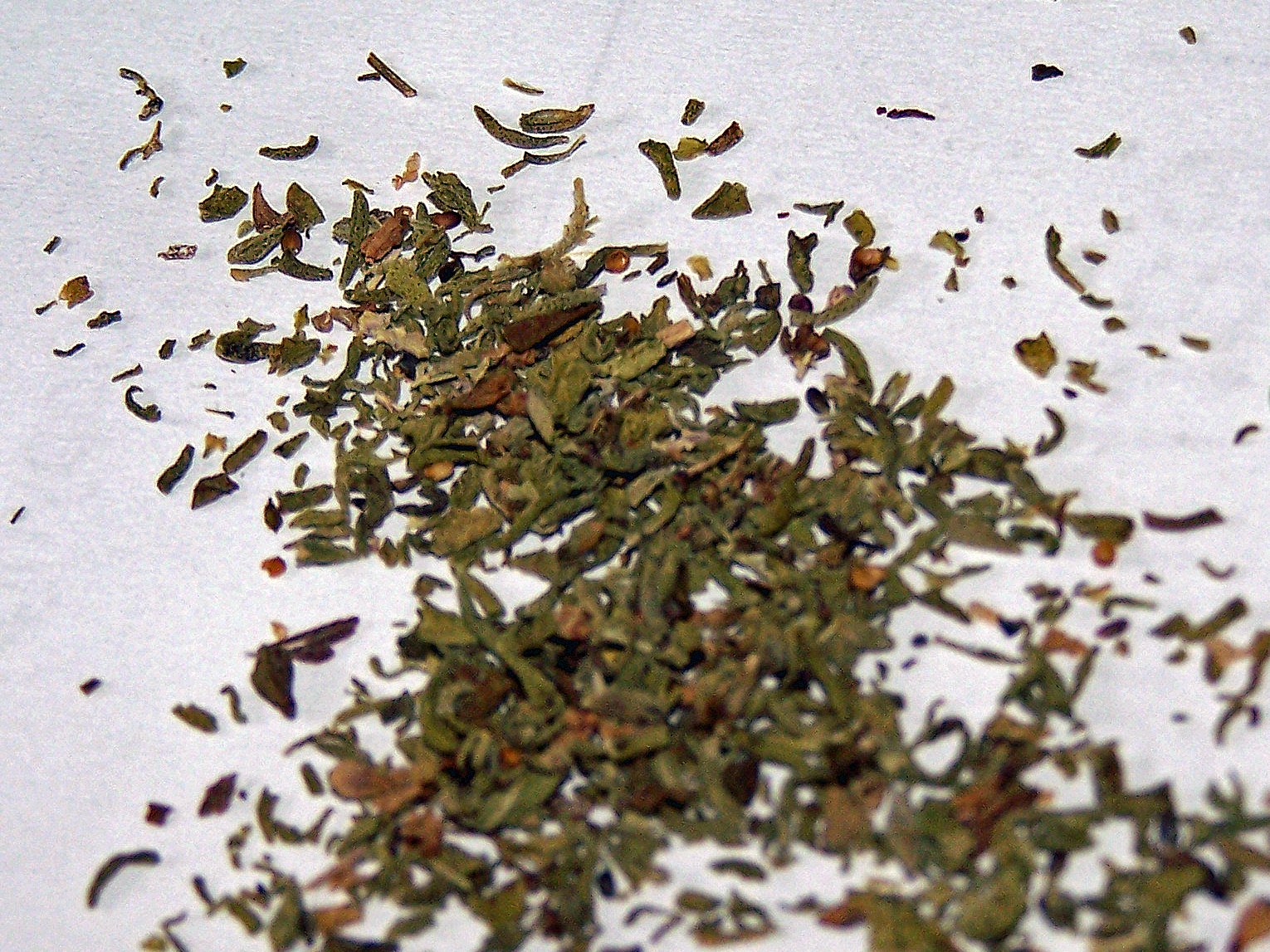
Suszony cząber

Czubryca (bułg. чубрица czubrica) – przyprawa uzyskiwana z cząbru górskiego (Satureia montana), gatunku spokrewnionego z cząbrem ogrodowym. Przyprawa charakterystyczna dla kuchni bułgarskiej.
Czubrycy używa się głównie do zup, mięs, fasoli i serów, a także do kanapek. Pod nazwą trapezna czubrica można kupić w Bułgarii także tradycyjną mieszankę przypraw bułgarskich, składającą się zazwyczaj z soli, sproszkowanej papryki i czubricy. W kuchni ormiańskiej pije się herbatę z czubrycy.